# Quadrilla de Laguardia - Rioja Alabesa
La Quadrilla de Laguàrdia-Rioja Alabesa (en euskera, Arabako Errioxa; en castellà, Rioja Alavesa) és una comarca del País Basc, concretament del territori històric d'Àlaba. És una de les set comarques o quadrilles en les quals es divideix la província d'Àlaba. La seva denominació oficial és Biasteri-Arabako Errioxako Eskualdea/Cuadrilla de Laguardia-Rioja Alavesa. La capital comarcal és Laguardia.
Dos clars accidents geogràfics en marquen els seus límits nord i sud. Està delimitada al nord per la muralla de la Serralada de Cantàbria i la Serralada de Toloño, que la separen de la resta d'Àlaba; i al sud, pel riu Ebre, que la separa de la veïna comunitat autònoma de La Rioja. La Sonsierra riojana —formada pels municipis d'Ábalos i San Vicente de la Sonsierra, situats al nord del riu Ebre, i que pertanyen a la comunitat autònoma de La Rioja, encara que geogràficament pertanyi a la ribera esquerra. La Sonsierra divideix la Rioja Alabesa en dues parts separades: Labastida, situada a l'oest; i la resta de municipis riojano-alabesos, a l'est. Els límits amb Navarra cap a l'est no estan basats en clars accidents geogràfics. Els municipis que componen la Rioja Alabesa són: 
| #  | Municipi                             | Població | % Població | Territori km² |
| -- | ------------------------------------ | -------- | ---------- | ------------- |
| 1  | Baños de Ebro                        | 344      | 3,2        | 9,46          |
| 2  | Elciego                              | 941      | 8,8        | 16,32         |
| 3  | Elvillar                             | 366      | 3,4        | 17,50         |
| 4  | Cripán                               | 193      | 1,8        | 12,52         |
| 5  | Labastida                            | 1.391    | 13,0       | 38,17         |
| 6  | Laguardia                            | 1.483    | 13,9       | 81,08         |
| 7  | Lantziego                            | 660      | 6,2        | 24,20         |
| 8  | Lapuebla de Labarca                  | 854      | 8,0        | 5,99          |
| 9  | Leza                                 | 230      | 2,2        | 9,92          |
| 10 | Moreda de Álava                      | 280      | 2,6        | 8,67          |
| 11 | Navaridas                            | 210      | 2,0        | 8,92          |
| 12 | Oyón                                 | 2.827    | 26,4       | 45,16         |
| 13 | Samaniego                            | 310      | 2,9        | 10,64         |
| 14 | Villabuena de Álava                  | 322      | 3,0        | 8,48          |
| 15 | Yécora                               | 279      | 2,6        | 18,80         |
|    | Quadrilla de Laguardia-Rioja Alabesa | 10.690   | 100        | 315,83        |

Els rius de la comarca són afluents de l'Ebre. Té alguns dòlmens i restes del poblat prehistòric de La Hoya. Els romans s'hi van establir pel seu clima i la seva orografia. Durant l'edat mitjana, va ser un lloc disputat per Castella i Navarra. Té 11.500 hectàrees de vinyes. L'economia local està basada en el monocultiu de la vinya i en l'elaboració de vi de Rioja. La Rioja Alabesa és una de les tres subcomarques en les quals es divideix la denominació d'origen de vi de La Rioja.